# Hallie Clarke
Hallie Clarke (Belleville, 13 de abril de 2004) es una deportista canadiense que compite en skeleton. Ganó una medalla de oro en el Campeonato Mundial  de Skeleton de 2024.

## Palmarés internacional
| Campeonato Mundial | Campeonato Mundial    | Campeonato Mundial | Campeonato Mundial |
| Año                | Lugar                 | Medalla            | Prueba             |
| ------------------ | --------------------- | ------------------ | ------------------ |
| 2024               | Winterberg (Alemania) | Medalla de oro     | Individual         |